# Cầu tình yêu Bernatka
Cầu đi bộ Bernatka hay còn gọi là cây cầu của những người yêu nhau ở Krakow. Chính tại đây, họ khóa các ổ khóa trên cầu như một dấu hiệu của tình yêu bất diệt, và ném chìa khóa vào dòng sông Wisła.
Đây là cầu vượt mới nhất bắc qua sông Wisła ở thành phố Kraków. Nó được khai trương vào ngày 30 tháng 9 năm 2010, giúp việc đi lại giữa trung tâm Kazimierz và Podgórze được nhanh chóng trở thành một nơi để đi dạo cuối tuần. Đi bộ vì nó chỉ phục vụ người đi bộ và người đi xe đạp.
Nó được xây dựng trên địa điểm của cầu Podgórski cũ. Theo quyết định của hội đồng thành phố, cô được đặt theo tên của Cha Laetus Bernatka, một người theo đạo vào đầu thế kỷ 19 và 20 dẫn đến việc xây dựng các tòa nhà của Bệnh viện Bonifratri ở Krakow.

## Kiến trúc
Cầu Bernatka được xây dựng theo thiết kế của Hội thảo Thiết kế và Nghệ thuật của tác giả. Andrzej Getter, có dạng vòm thép trải dài giữa các mố cầu hiện có của cầu Podgórski, trong đó hai nền tảng được treo (một cho người đi bộ, một cho người đi xe đạp). Vòm thép có chiều dài 145 mét, trong khi các cây cầu khoảng 130 m. Toàn bộ cấu trúc nặng hơn 700 tấn, và chi phí xây dựng của nó là hơn 38 triệu PLN, trong đó 15 triệu PLN đến từ các quỹ của EU.

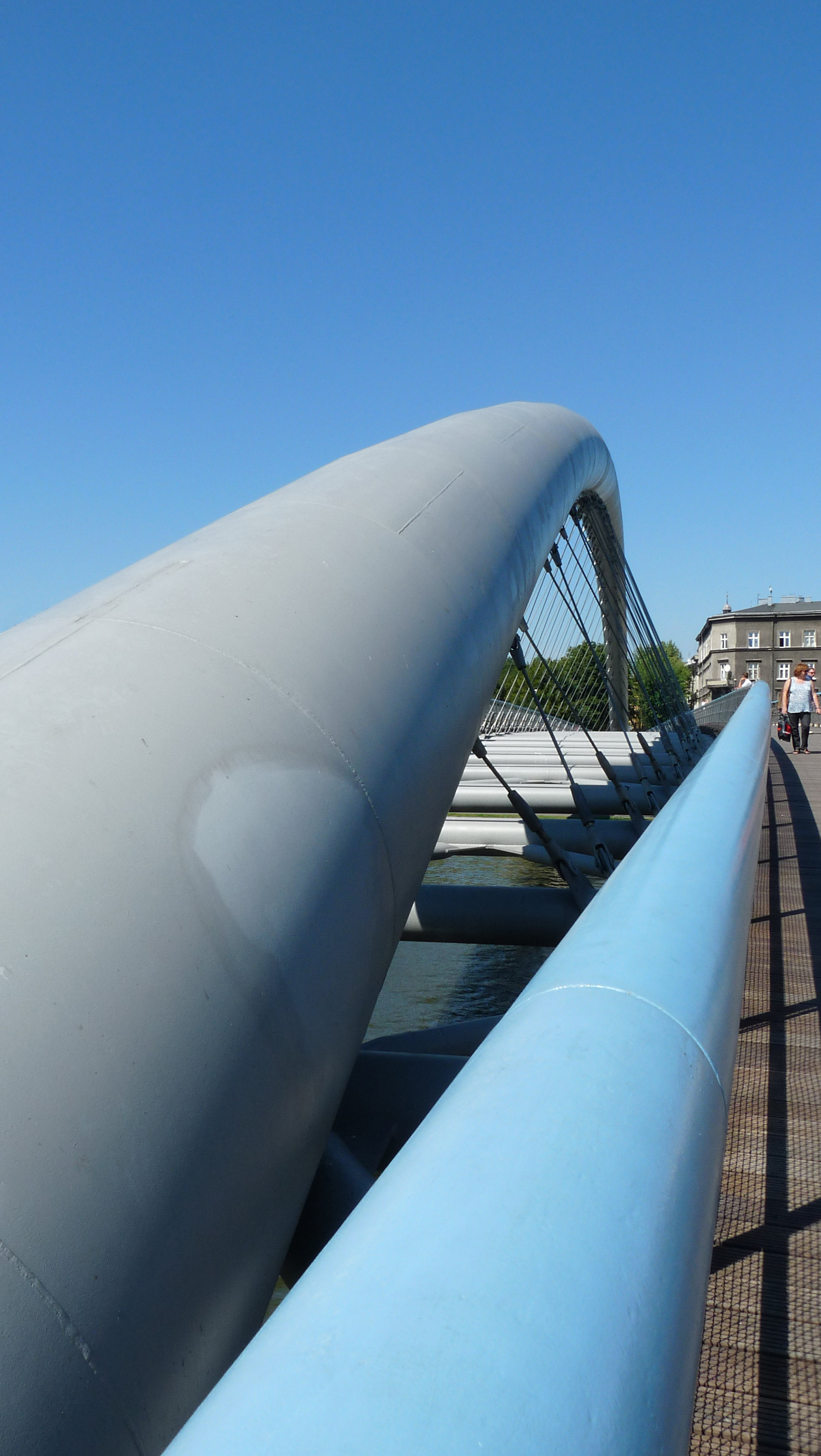
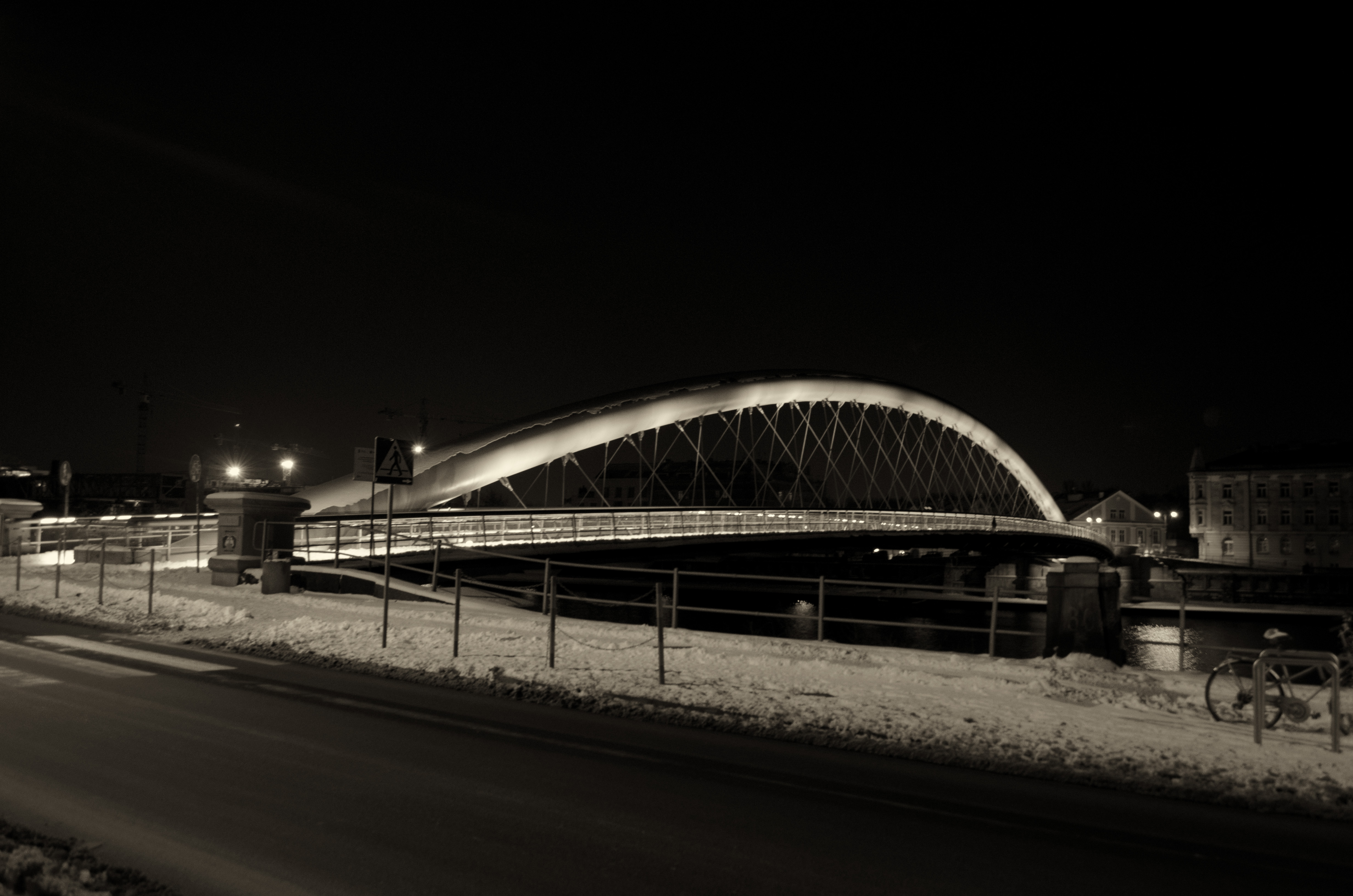
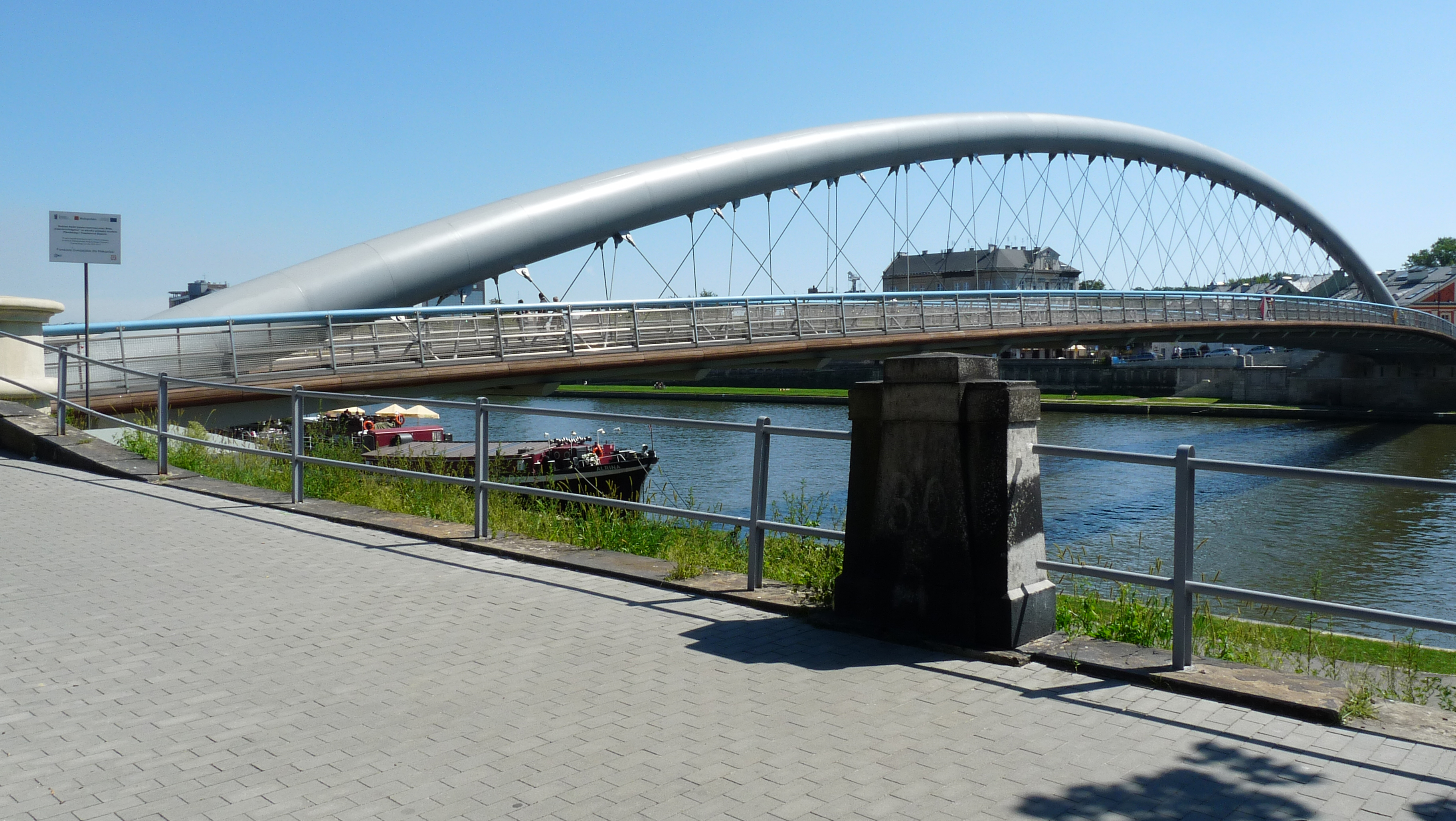
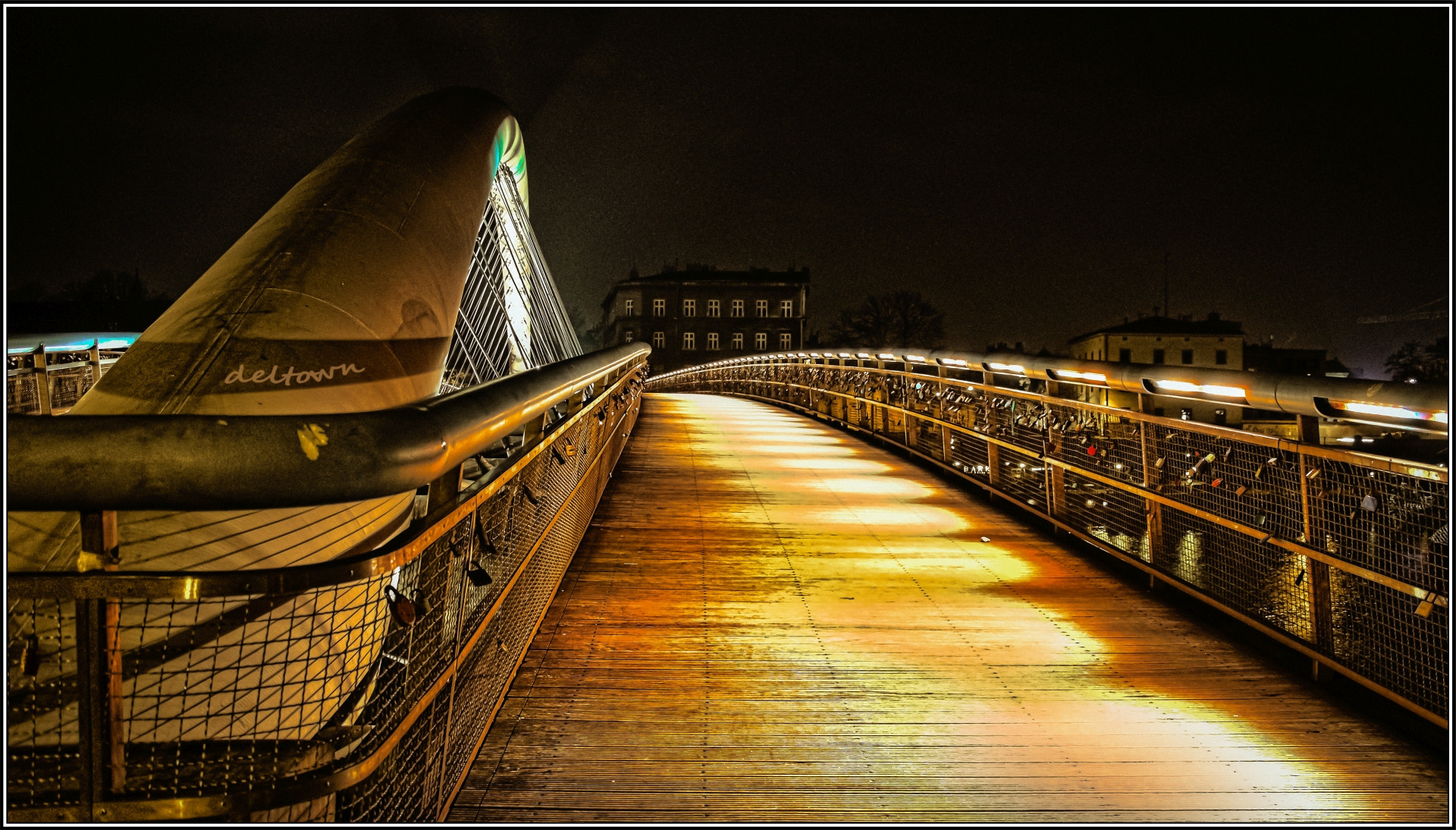
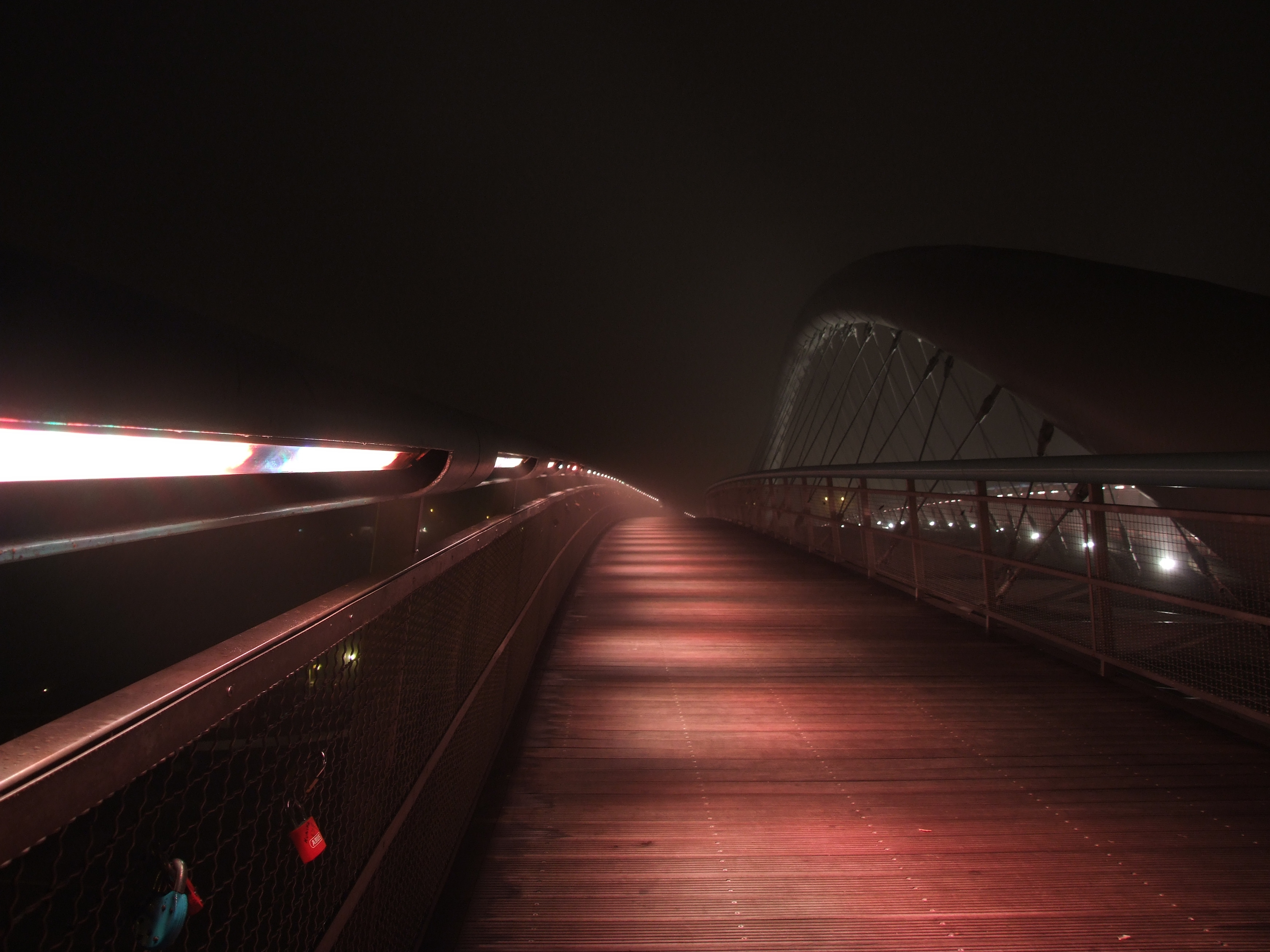
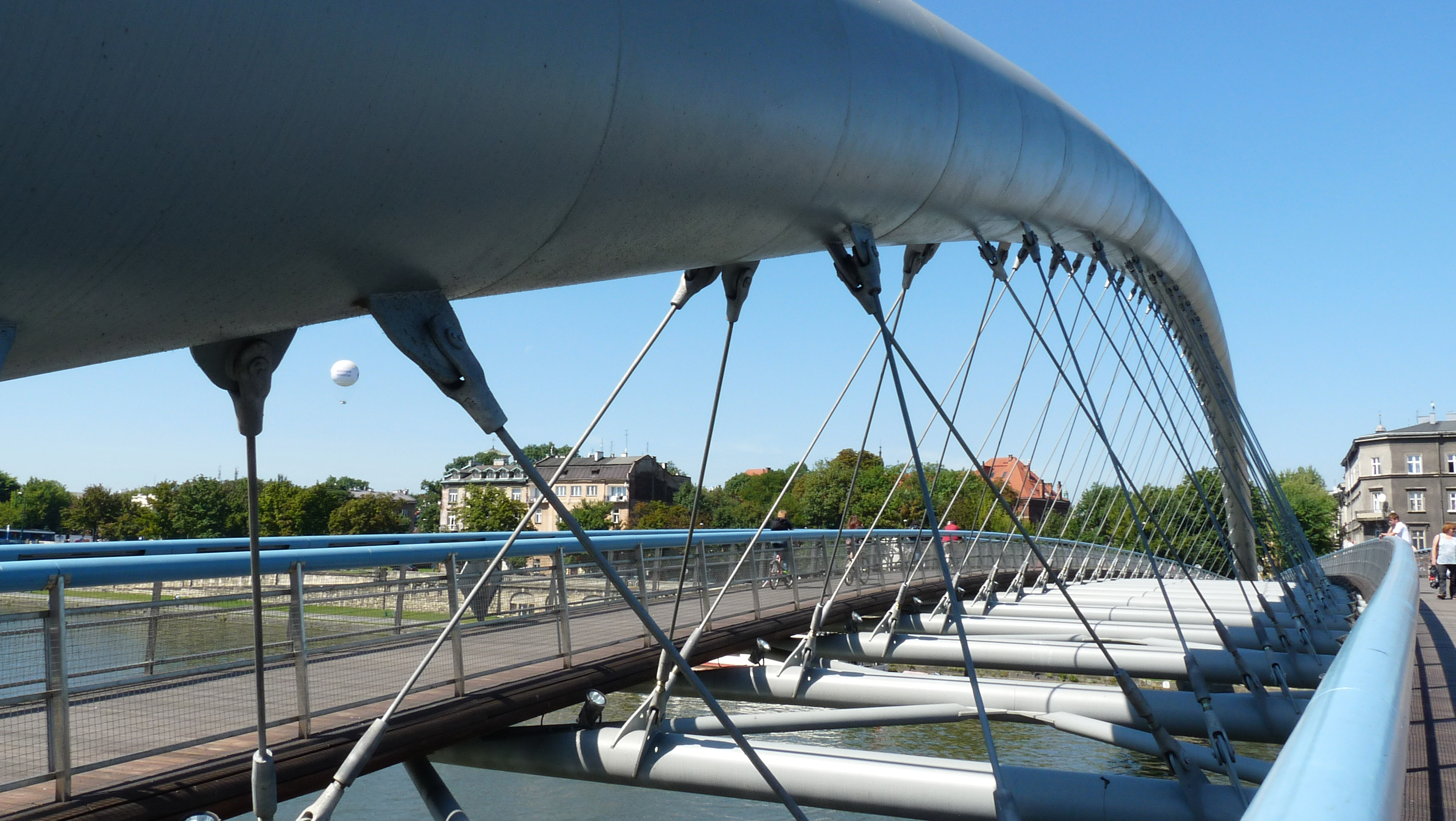
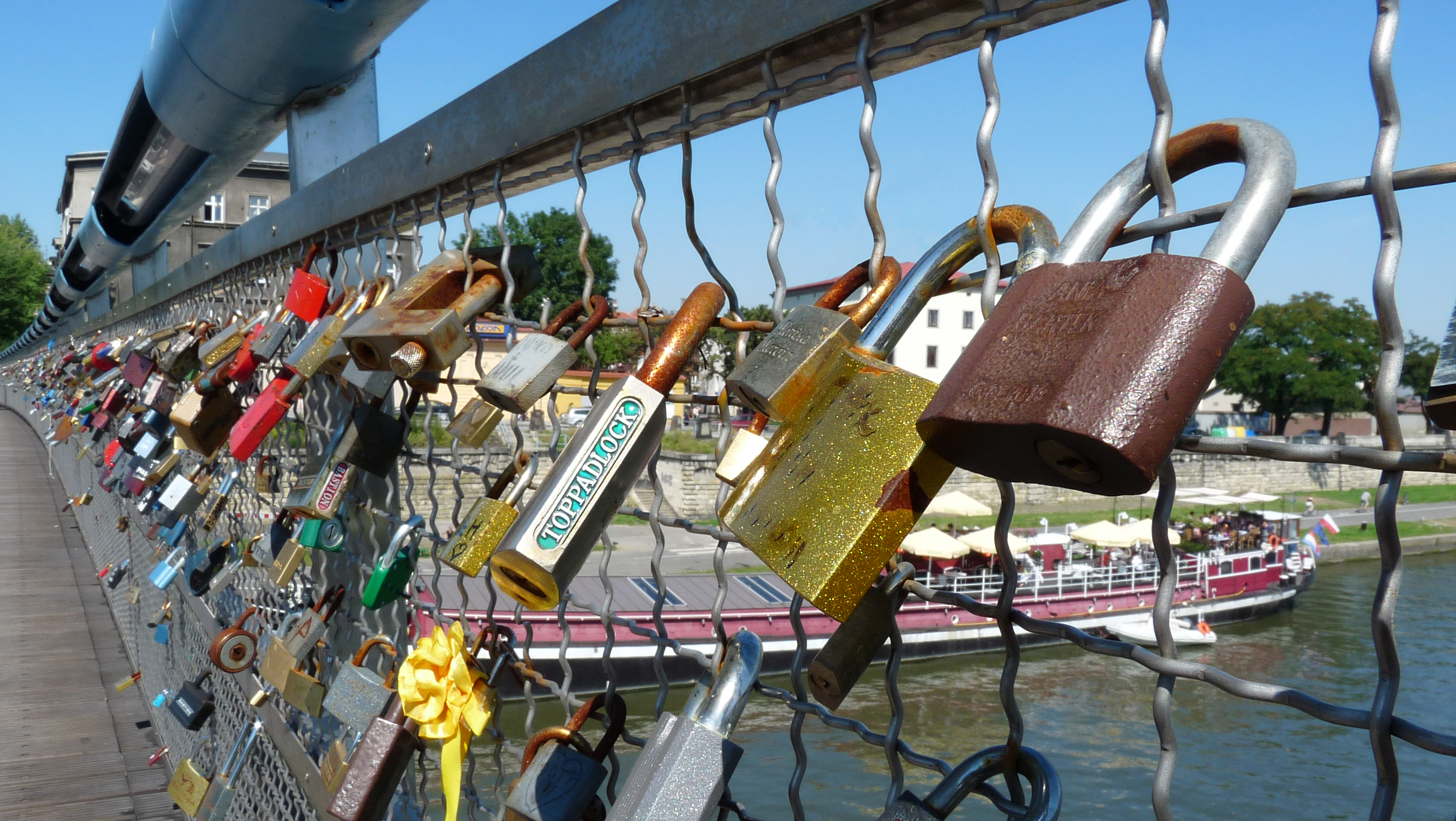

## Giải thưởng
- 2011 - vị trí đầu tiên trong hạng mục "bước chân" trong Cuộc thi Cầu Maximilian Wolf được thực hiện bởi tạp chí "Mosty".[3] Hình thức kiến trúc thú vị của cầu đi bộ được đặc biệt đánh giá cao, tạo thành một yếu tố quan trọng của cảnh quan của đại lộ lịch sử của Krakow.
- 2011 - vị trí đầu tiên trong hạng mục "chiếu sáng không gian và vật thể được chọn" trong cuộc thi "Dành cho xã và thành phố có ánh sáng tốt nhất năm 2010" do Hiệp hội Công nghiệp Chiếu sáng Ba Lan thực hiện.[4] Sự chiếu sáng liên tục của cầu đi bộ sử dụng hệ thống chiếu sáng đèn LED nhấp nháy được đặc biệt đánh giá cao.